# Dreiherrnspitze
La Dreiherrnspitze ou Picco dei Tre Segnori en italien, est une montagne qui s’élève à 3 499 m d’altitude dans les Hohe Tauern, à la frontière entre l'Autriche et l'Italie.